# Code civil tchèque
Le Code civil tchèque est la plus importante loi tchèque régissant le droit civil en République tchèque.
Selon les auteurs Sue Farran, James Gallen et Christa Rautenbach, le droit autrichien est la source d'inspiration principale du nouveau code civil tchèque. Ils notent cependant que certaines dispositions du code civil tchèque ont été influencées par le Code civil du Québec, en matière de fiducies notamment.